# Jean Smart
Jean Elizabeth Smart (Seattle, Washington, 13 de septiembre de 1951) es una actriz estadounidense de cine, teatro y televisión. Sus roles más destacados han sido en comedias como el de Charlene Frazier Stillfield en la serie de televisión de la CBS Designing Women, Regina Newly en la serie de ABC llamada Samantha Who? (desde 2007 a 2009), papel de comedia que le permitió lograr un Premio Emmy en 2008 en la categoría «Mejor actriz de reparto - Serie de comedia»., o el papel de Deborah Vance en la serie de HBO Max, Hacks (desde 2021 a la actualidad), papel por el que recibió un Premio Globo de Oro a la Mejor actriz de serie de televisión - Comedia o musical (2021) y tres Premios Primetime Emmy a la mejor actriz en serie de comedia (2021, 2022 y 2024).
En drama, en tanto, ha sido aclamada por su retrato de Martha Logan en la serie 24, por las que fue nominada en 2006 y 2007 a los Premios Primetime Emmy en las categorías «Mejor actriz de reparto - Serie dramática» y «Mejor actriz invitada - Serie dramática», respectivamente.

## Primeros años
Smart es hija de Kay y Douglas Smart, un profesor. Es la segunda de cuatro hijos, y fue diagnosticada con diabetes mellitus tipo 1 a los trece años. Se graduó en 1969 de la Ballard High School en Seattle. Posteriormente, se graduó del Programa de entrenamiento profesional de actores —en inglés: Professional Actors Training Program— en la Universidad de Washington.

## Carrera

### 1975–1984: Inicios en el teatro
Después de graduarse de la universidad, Smart comenzó su carrera como actriz en diversas apariciones teatrales a nivel regional mientras seguía viviendo en Seattle (Seattle Repertory Theater y Ashland (Oregón) Shakespeare festival, entre otros). Se mudó a Nueva York a mediados de la década de 1970 con su amiga de la universidad y actriz Elizabeth Wingate (Lavery), y comenzó a trabajar en producciones de teatro Off-Broadway casi de inmediato. En poco tiempo hizo su debut en Broadway retratando a Marlene Dietrich en la obra Piaf, de 1981, un papel que luego repetiría en la versión televisiva de 1984. También en 1981, Smart fue nominada para un Drama Desk Award por su actuación en la obra Off-Broadway titulada Last Summer at Bluefish Cove.

### 1985–1999: Primeros papeles
En 1985, Smart interpretó el papel protagónico de Charlene Frazier Stillfield en la serie de comedia Designing Women, un papel que interpretó desde el comienzo del programa en 1986 hasta su quinta temporada. Después de dejar Designing Women, su trabajo se concentró principalmente en películas hechas para televisión y papeles secundarios en el cine. En particular, interpretó a la asesina en serie: Aileen Wuornos, en la película para televisión Overkill: The Aileen Wuornos Story (1992), seguida de un papel secundario en la comedia negra Mistress (1992), junto a Robert De Niro y Eli Wallach. El crítico Roger Ebert elogió la película y calificó la interpretación del personaje de Smart como "calculadora".

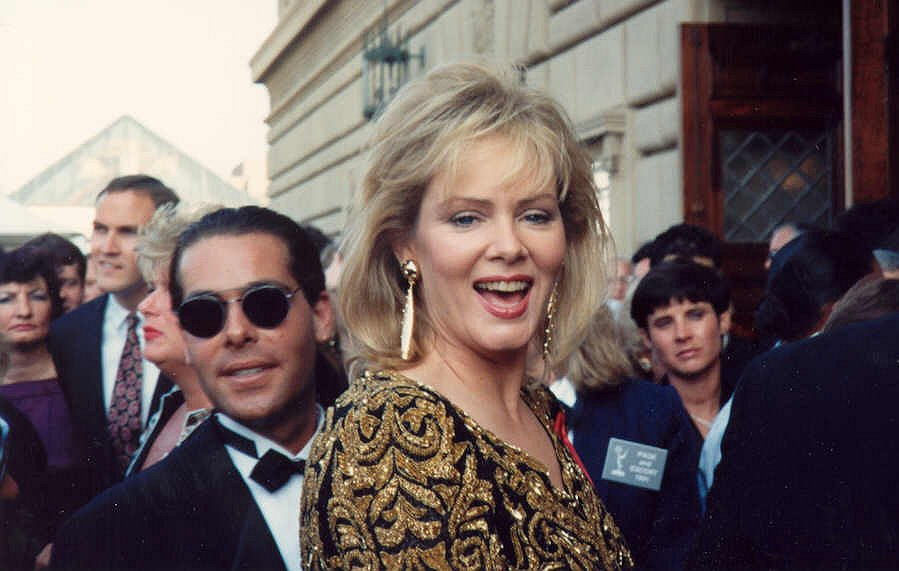
Smart en la ceremonia de los Primetime Emmy Awards, en 1991

Al año siguiente, apareció en el drama familiar Homeward Bound: The Incredible Journey (1993) y junto con Ory Baxter en una versión televisiva de The Yearling (1994). Luego fue elegida como Sally Brewton en la miniserie de televisión Scarlett (1994) y apareció en un papel secundario en The Brady Bunch Movie (1995). También apareció en la película de suspenso para televisión A Stranger In Town (1995) junto a Gregory Hines.

### 2000–2015: Consolidación de su carrera

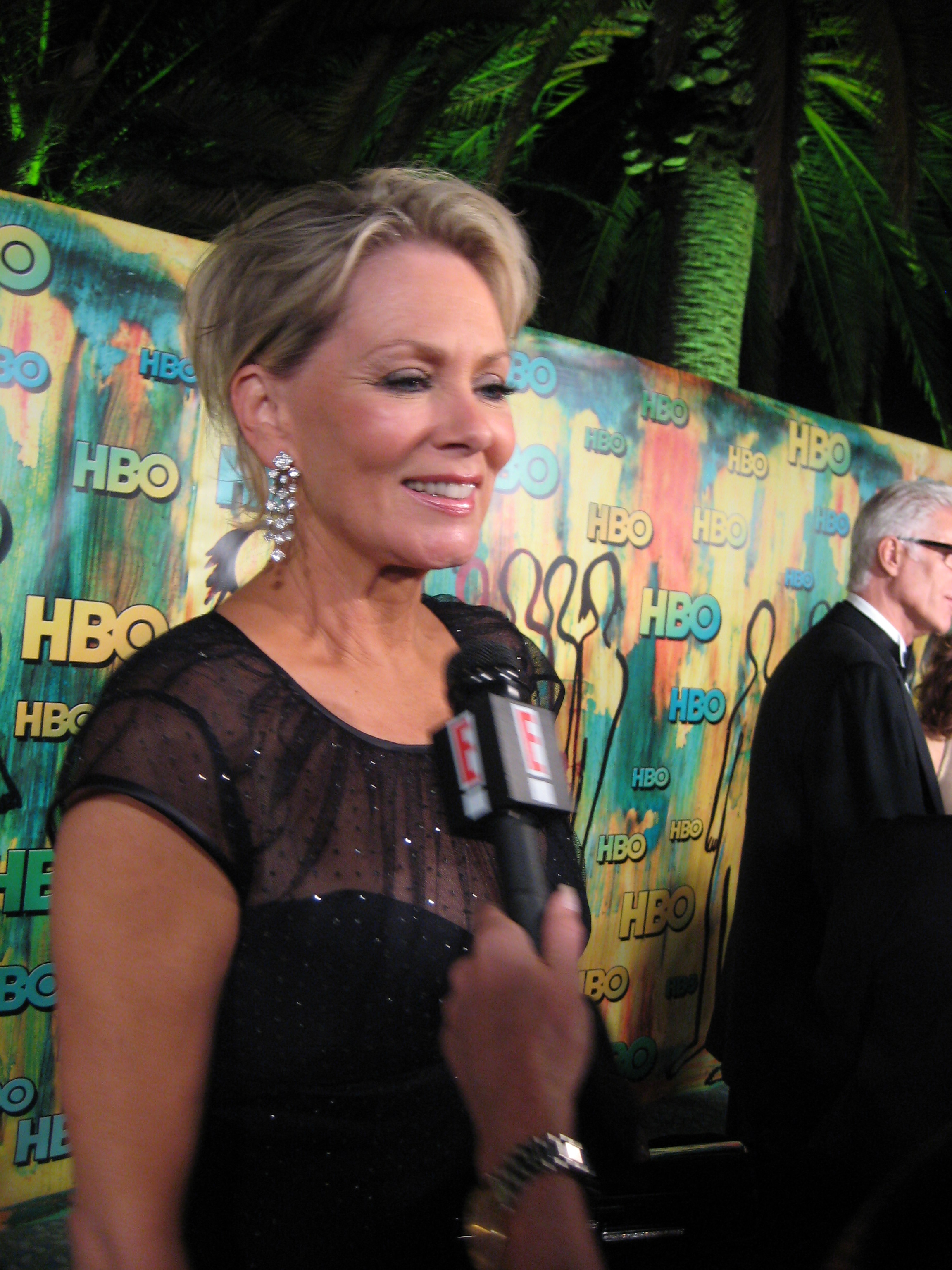
Después de ganar el premio Primetime Emmy el 21 de septiembre de 2008

En el año 2000, Smart comenzó a interpretar a Lana Gardner en la serie de comedia aclamada por la crítica Frasier, actuando junto a Kelsey Grammer, ambientada en su ciudad natal de Seattle. Dicho papel le otorgó sus primeros Premios Primetime Emmy a la mejor actriz invitada en una serie de comedia. Reflexionando sobre el papel, Smart dijo: "Me encantó ese papel en Frasier, particularmente ese primer episodio. Es bueno ser nominado y ganar por algo de lo que estabas particularmente orgulloso".
El mismo año, actuó en una nueva producción de Broadway de The Man Who Came to Dinner, que le valió una nominación al premio Tony. Poco después, obtuvo papeles en varias películas de alto perfil, incluida Sweet Home Alabama (2002), interpretando a la suegra de Reese Witherspoon, y en la comedia Bringing Down The House (2002), junto a Queen Latifah. También tuvo un papel secundario en el drama independiente Garden State (2004). Entre 2000 y 2004, Smart desempeñó el papel de Supervisora de Detectives y exesposa del Jefe Jack Mannion del Departamento de Policía Metropolitana en The District.
También probo en el mundo del doblaje poniéndole voz hasta 2007, a Ann Possible, en la serie de animación de Kim Possible. En enero de 2006, Smart se unió al elenco de la serie 24 de Fox, interpretando a la mentalmente inestable primera dama de los Estados Unidos, Martha Logan. Recibió nominaciones consecutivas al Emmy a la mejor actriz de reparto en una serie dramática y a la mejor actriz invitada en un drama por el papel en 2006 y 2007. También se unió a la serie de comedia: Samantha Who? (2007-09) y a la serie policíaca de Hawaii Five-0. También destacan sus papeles en series como Harry's Law (2012) y en la segunda temporada de Fargo (2015).

### 2016–actualidad: Éxitos conWatchmenyHacks

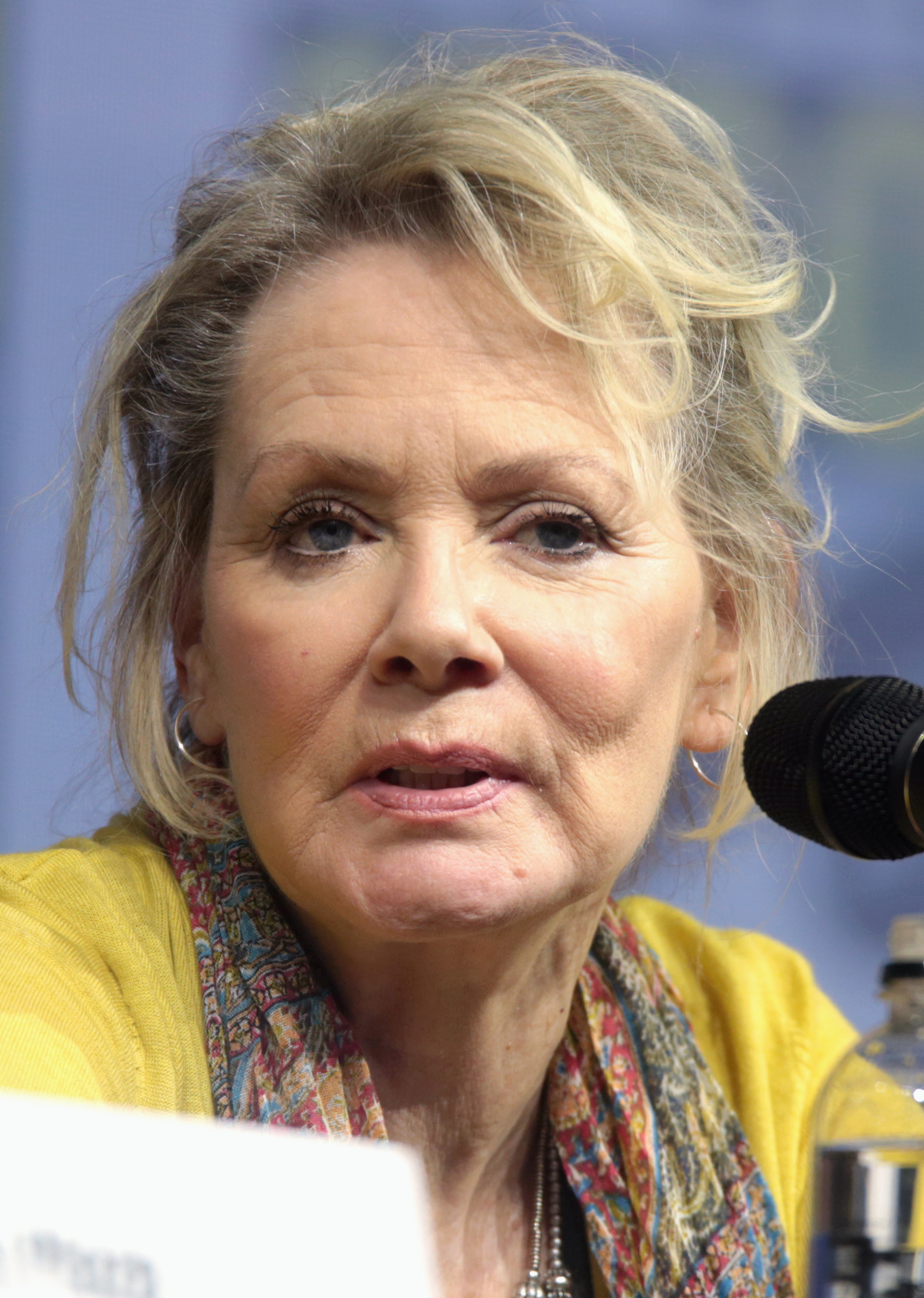
Jean Smart en la Comic-Con de San Diego 2018 promocionando Legion

En 2016, Smart obtuvo un papel en el thriller The Accountant, junto a Ben Affleck, Anna Kendrick y John Lithgow.
En 2019, Smart interpretó a Laurie Juspeczyk en la serie limitada de drama de superhéroes de HBO Watchmen basada en personajes de la novela gráfica del mismo nombre. Smart protagonizó dicha miniserie junto a Regina King, Jeremy Irons, Yahya Abdul-Mateen II y Louis Gossett Jr. La actuación de Smart fue destacada por críticos como Eric Deggans de NPR, quien describió su actuación como "convincente" y "la siempre excelente Jean Smart interpretando una versión de mediana edad cínica y heroicamente dañada de Laurie Juspecyk."
En 2021, Smart apareció en la serie limitada de drama criminal de HBO de siete episodios Mare of Easttown ambientada en un pequeño pueblo de Pensilvania. La serie está protagonizada por Kate Winslet y cuenta con un elenco en el que incluye a Guy Pearce, Julianne Nicholson y Evan Peters.

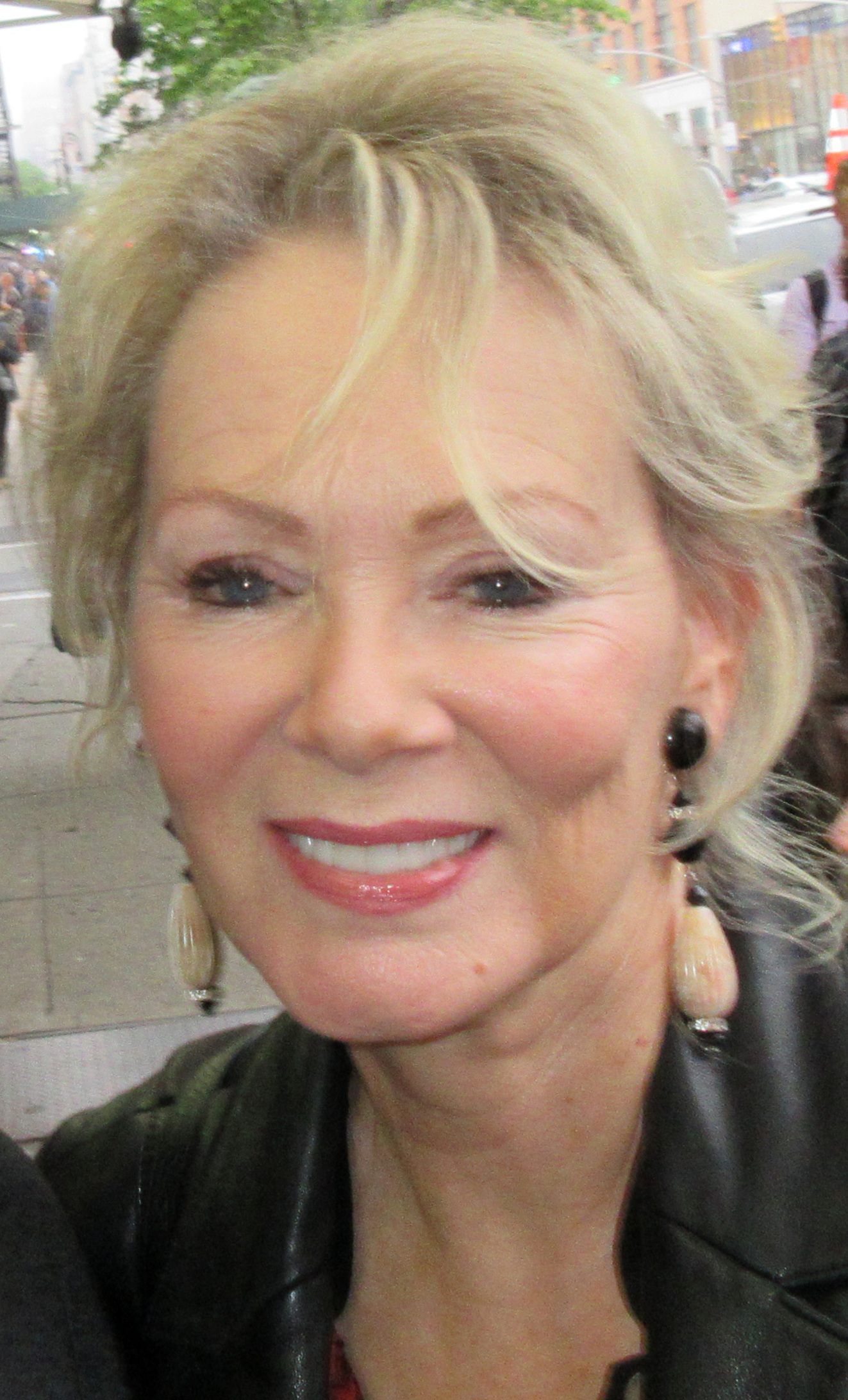
Smart en 2018

En el mismo año, comenzó su papel de Deborah Vance en la serie de comedia de Hacks. La crítica se ha rendido ante en ella, remarcándolo como el papel ("en mayúsculas") de su carrera. Ha participado en las tres temporadas de la serie por el momento. (2021, 2022 y 2024) La segunda temporada de Hacks le ha valido su 12 nominación y su quinto premio Emmys por su papel de actriz protagonista en serie de comedia, premio que ya ganó por la temporada 1, en 2021. 
En 2022, participó en la película de comedia dramática de Damien Chazelle, Babylon como la columnista, Elinor St. John. Smart regresó a Broadway en junio de 2025 con la obra de teatro Call Me Izzy escrita por Jamie Wax y estrenada en el Studio 54.

## Vida personal
Smart estuvo casada con el actor Richard Gilliland, a quien conoció mientras trabajaba en el set de Designing Women (él interpretó a J.D. Shackelford, el novio del personaje de Annie Potts, Mary Jo Shively). Tienen dos hijos, Connor Douglas (nacido en 1989) y Forrest (adoptado de China en mayo de 2009).
Gilliland, además interpretó al Capitán Stan Cotter en la serie de televisión 24, mientras que Smart luego interpretó a la primera dama Martha Logan en la misma serie. Además, ambos protagonizaron la película La Lluvia de Audrey (2003, Sam Pillsbury) Gilliland murió en marzo de 2021.

## Filmografía

### Cine
| 1979                                                           | Gangsters                              |                    | Sin acreditar |
| 1984                                                           | Flashpoint                             | Doris              |               |
| 1984                                                           | Protocol                               | Ella               |               |
| 1986                                                           | Fire with Fire                         | Hermana Marie      |               |
| 1987                                                           | Proyecto X                             | Dr. Criswell       |               |
| 1992                                                           | Baby Talk                              | Narradora          |               |
| 1992                                                           | Mistress                               | Patricia           |               |
| 1993                                                           | Homeward Bound: The Incredible Journey | Kate               |               |
| 1994                                                           | The Yearling                           | Ora Baxter         |               |
| 1995                                                           | The Brady Bunch Movie                  | Dena Dittmeyer     |               |
| 1996                                                           | Edie and Pen                           | Wendy the Waitress |               |
| 1998                                                           | The Odd Couple II                      | Holly              |               |
| 1999                                                           | Guinevere                              | Deborah Sloane     |               |
| 2000                                                           | Forever Fabulous                       | Loreli Daly        |               |
| 2000                                                           | Snow Day                               | Laura Brandston    |               |
| 2000                                                           | Disney's The Kid                       | Deidre Lefever     |               |
| 2002                                                           | Sweet Home Alabama                     | Stella Kay Perry   |               |
| 2003                                                           | Bringing Down the House                | Kate Sanderson     |               |
| 2004                                                           | Garden State                           | Carol              |               |
| 2004                                                           | I Heart Huckabees                      | Mrs. Hooten        |               |
| 2004                                                           | Balto III: Wings of Change             | Stella (voz)       |               |
| 2007                                                           | Lucky You                              | Mihcelle Carson    |               |
| 2008                                                           | Hero Wanted                            | Melanie McQueen    |               |
| 2010                                                           | Youth in Revolt                        | Estelle Twisp      |               |
| 2012                                                           | Hope Springs                           | Eileen             |               |
| 2018                                                           | Life Itself                            | Linda              |               |
| 2020                                                           | Superintelligence                      | Presidenta Monahan |               |
| 2021                                                           | Senior Moment                          | Caroline           |               |
| 2022                                                           | Babylon                                | Elinor St. John    |               |
| 2022                                                           | Wildflower                             | Peg                |               |
| Créditos en Internet Movie Database y en Turner Classic Movies |                                        |                    |               |

### Televisión
| 1979                                              | Antes y después                      |                           | Película para TV                      |
| 1983                                              | Reggie                               | Joan Reynolds             | 6 episodios                           |
| 1983                                              | Teachers Only                        | Shari                     | 13 episodios                          |
| 1984                                              | Maximum Security                     | Dr. Allison               | 3 episodios                           |
| 1984                                              | Single Bars, Single Women            | Virge                     | Película para TV                      |
| 1984                                              | Piaf                                 | Marien Dietrich           | Película para TV                      |
| 1986                                              | A Fight for Jenny                    | Valerie Thomas            | Película para TV                      |
| 1987                                              | Place at the Table                   | Susan Singer              | Película para TV                      |
| 1987 - 1991                                       | Designing Women                      | Charlene Olivia Frazier   | 116 episodios                         |
| 1991                                              | A Seduction in Travis County         | Karen                     | Película para TV                      |
| 1991                                              | Locked Up: A Mother's Rage           | Cathy                     | Película para TV                      |
| 1992                                              | Overkill: The Aileen Wuornos Story   | Alieen Wuomos             | Película para TV                      |
| 1992                                              | Just My Imagination                  | Pally Thompson            | Película para TV                      |
| 1993                                              | Batman 3: The Animated Series        | Helen Vitrex (voz)        | 1 episodio                            |
| 1994                                              | The Yarn Princess                    | Margaret Thomas           | Película para TV                      |
| 1994                                              | Scarlett                             | Sally Brewton             | Miniserie                             |
| 1995                                              | High Society                         | Ellie Walker              | 13 episodios                          |
| 1995                                              | A Stranger in Town                   | Rose                      | Película para TV                      |
| 1998                                              | Style & Substance                    | Chelsea Stevens           | 13 episodios                          |
| 2000 - 2004                                       | Static Shock'                        | Maggie Foley (voz)        | 3 episodios                           |
| 2000 - 2001                                       | Frasier                              | Lana Gardner              | 7 episodios                           |
| 2001                                              | The Oblongs                          | Pickles Oblong (voz)      | 8 episodios                           |
| 2002                                              | Kim Possible                         | Dr. Ann Possible (voz9    | 40 episodios                          |
| 2002                                              | In-Laws                              | Mariene Pellet            | 15 episodios                          |
| 2006                                              | 24                                   | Martha Logan              | 24 episodios                          |
| 2007                                              | Cuentos de Terramar                  | (voz)                     | Película para TV                      |
| 2007                                              | Samantha Who?                        | Regina Newly              | 35 episodios                          |
| 2008                                              | American Dad!                        | Miriam Bullock (voz)      | 1 episodio                            |
| 2010                                              | Psych                                | Gillian Tucker            | 1 episodio                            |
| 2010 - 2011                                       | Hawaii Five-0                        | Gobernadora Pat Jameson   | 4 episodios                           |
| 2011                                              | $h*! My Dad Says                     | Rosemary                  | 4 episodios                           |
| 2011                                              | William & Catherine: A Royal Romance | Camila de Cornualles      | Película para TV                      |
| 2011 - 2012                                       | Harry's Law                          | Roseanna                  | 7 peisodios                           |
| 2015                                              | Fargo                                | Floyd Gerhardt            | 9 episodios                           |
| 2017                                              | Legión                               | Melanie Bird              | 19 episodios                          |
| 2017                                              | Veep                                 | Mrs. Walsh                | 1 episodio                            |
| 2019                                              | Watchmen                             | Agent Laurie Blake        | Miniserie                             |
| 2019                                              | Mad About You                        | Chelsea Stevens-Kobolakis | Episodio: "Real Estate for Beginners" |
| 2021                                              | Mare of Easttown                     | Helen                     | Miniserie                             |
| 2021-presente                                     | Hacks                                | Deborah Vance             | Protagonista                          |
| 2024                                              | Saturday Night Live                  | Ella misma (presentadora) | Episodio: "Jean Smart/Jelly Roll"     |
| 2025                                              | The Studio                           | Ella misma                | Episodio: "The Golden Globes"         |
| Créditos en Internet Movie Database y en TV Guide |                                      |                           |                                       |

### Teatro
| Año       | Obra                         | Papel               | Ref.   |
| --------- | ---------------------------- | ------------------- | ------ |
| 1976      | Henry VI, Part 2             | Margaret of Anjou   | [ 37 ] |
| 1976      | Much Ado About Nothing       | Beatrice            | [ 37 ] |
| 1977      | Henry VI, Part 3             | Elizabeth Woodville | [ 37 ] |
| 1980–1981 | Last Summer at Bluefish Cove | Lil                 | [ 38 ] |
| 1981      | Piaf                         | Marlene             | [ 39 ] |
| 1981      | Kean                         | Elena               |        |
| 1982      | The Greeks                   | Clytemnestra, Helen | [ 40 ] |
| 1985      | Strange Snow                 | Martha              | [ 41 ] |
| 1987      | Henry IV                     | Donna Matilde       | [ 42 ] |
| 1988      | Three Sisters                | Natasha             | [ 42 ] |
| 1992      | The End of the Day           | Varios              |        |
| 1996      | Fit to Be Tied               | Nessa               | [ 43 ] |
| 2000      | The Man Who Came to Dinner   | Lorraine Sheldon    | [ 44 ] |
| 2005      | Lady Windermere's Fan        | Mrs. Erlynne        | [ 45 ] |
| 2025      | Call Me Izzy                 | Izzy                | [ 46 ] |

## Premios y nominaciones
Smart, ha recibido numerosos premios, incluido un Premio Globo de Oro,  seis premios Primetime Emmy, varios Premios del Sindicato de Actores y una nominación al premio Tony. Smart ha sido nominada a 13 premios Primetime Emmy por su trabajo en televisión, ganando dos veces por su actuación cómica en un papel de estrella invitada en Frasier (2000, 2001), una vez por su actuación en Samantha Who? (2008), y más recientemente por Hacks (2021, 2022 y 2024). También fue nominada al premio Tony a la mejor actriz en una obra por su actuación en la reposición de Broadway de la obra de George S. Kaufman: The Man Who Came to Dinner (2001). En 2022, recibió una estrella en el Paseo de la Fama de Hollywood.